# Tina Ibsen
Tina Ibsen (født 24. september 1986) er dansk astrofysiker og videnskabsformidler. Hun er opvokset i Tårnby på Amager. Hun er uddannet fra Niels Bohr Institutet på Københavns Universitet og har udgivet flere populærvidenskabelige bøger. Hun er også medvært på podcasten Rumsnak, sammen med Anders Høeg Nissen (Journalist, Forfatter m.m.).
Tina Ibsen optræder ofte på radio og TV som ekspert, og var blandt andet i studiet hos DR da den danske astronaut Andreas Mogensen landede efter sin mission i 2024.

## Uddannelse og arbejde
Tina Ibsen er uddannet fra Niels Bohr Institutet på Københavns Universitet, hvor hun specialiserede sig i rumvejr og solstorme. Tina Ibsen fik sin kandidatgrad i 2012.
Hun var i 2012 ansat som forskningsassistent på DTU Space på Danmarks Tekniske Universitet.
Fra 2013-2018 var hun ansat som formidlingschef på Tycho Brahe Planetarium i København. Her vandt hun blandt andet den europæiske Mariano Gago Award, for sit arbejde med udstillingen Made in Space.
Fra 2019 har Tina Ibsen være selvstændig videnskabsformidler i virksomheden Tina Ibsen Formidling.

## Bøger
Tina Ibsen har udgivet en række populærvidenskabelige bøger. Hendes første bog Fortællingen om universet blev en af årets Top-10 fagbøger hos lydbogstjenesten Mofibo.
Hendes udgivelser tæller: Fortællingen om Universet (2019), Nordlys (2020), Mars (2022) og Danmark i rummet (2023).

## Podcast RumSnak
Tina Ibsen er sammen med Anders Høeg Nissen vært på podcasten RumSnak, der startede i 2019. I podcasten kommer de ind på emner indenfor dansk rumforskning og rumteknologi. I hver episode taler de med en ekspert og kommer også ind på nyheder fra rumfarten. I november 2023 have de den danske astronaut Andreas Mogensen med i podcasten, direkte fra rumstationen. I 2023 udgav de sammen bogen Danmark i rummet. I 2024 vandt RumSnak podcastprisen for årets uafhængige podcast.
Podcasten har været støttet af en række forskellige fonde, blandt andet Thomas B. Thriges Fond, Otto Mønsteds Fond og Novo Nordisk Fonden.